# Brigada de Investigaciones de Lanús

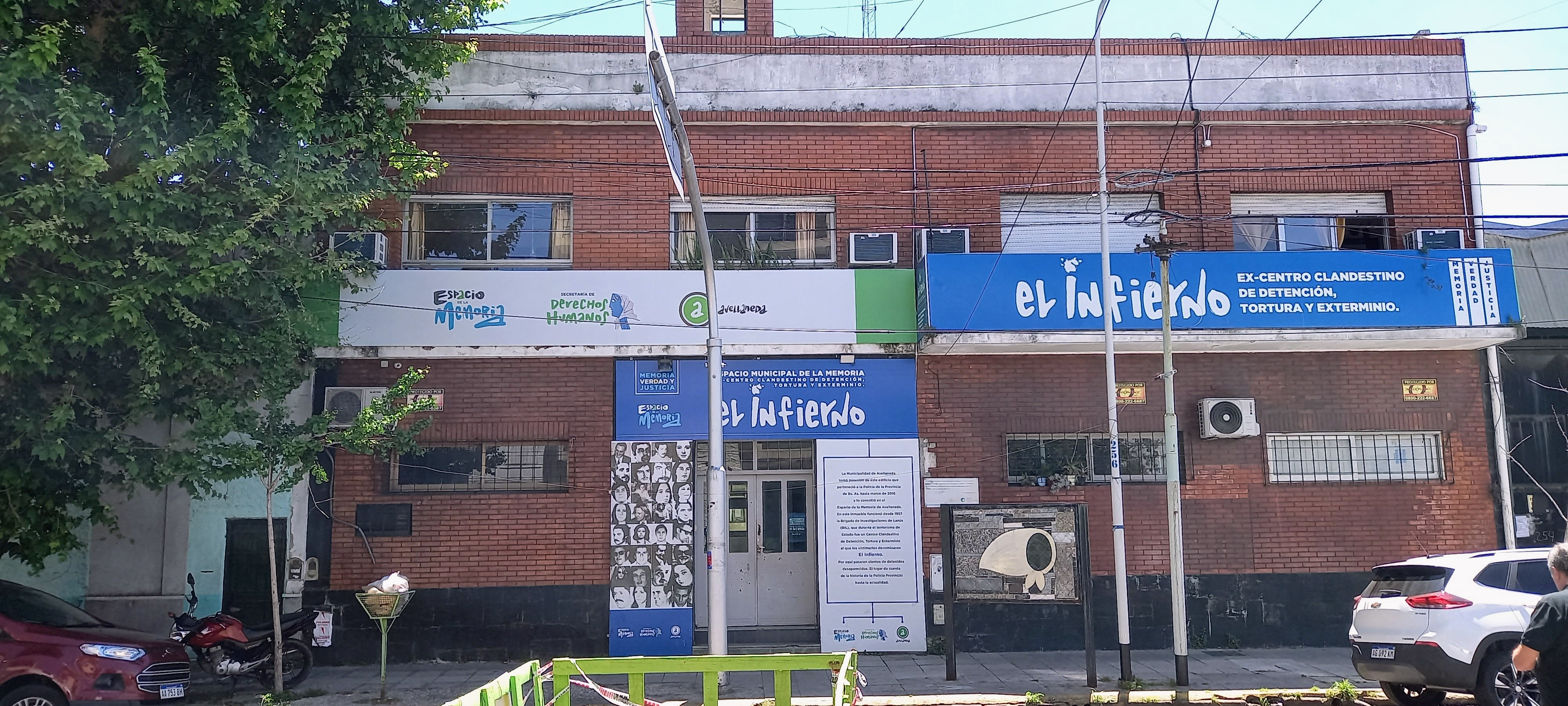
Frente del CCD El Infierno.

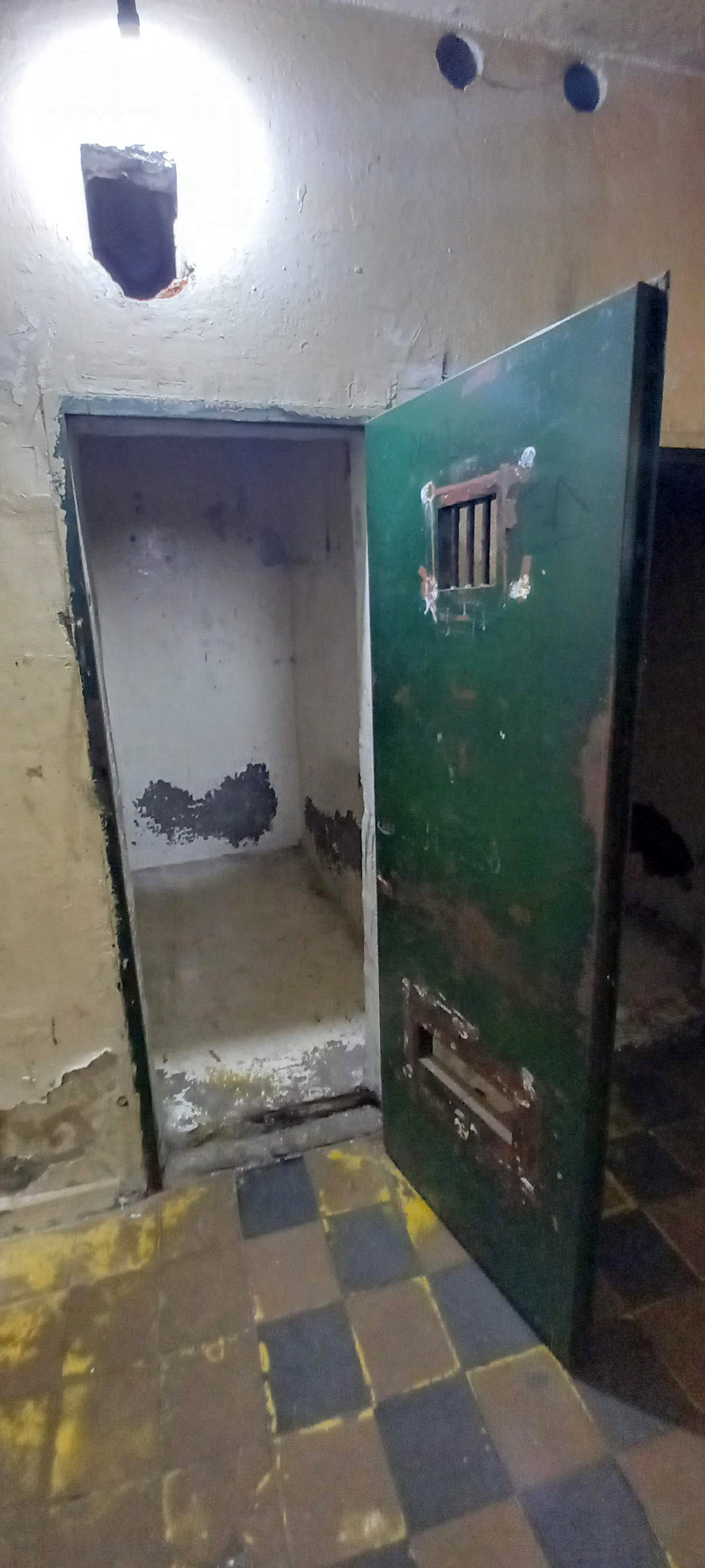
Celda del CCD El Infierno.

La Brigada de Investigaciones de Lanús de la Policía de la Provincia de Buenos Aires (Argentina), también denominada «el Infierno», fue un centro clandestino de detención que operó durante el terrorismo de Estado ejecutado por la dictadura autodenominada «Proceso de Reorganización Nacional». Está ubicado en la ciudad de Avellaneda, provincia de Buenos Aires. Estuvo activo entre 1976 y 1978.
La unidad policial dependía de la Dirección de Investigaciones de la Policía, a cargo del comisario general Miguel Etchecolatz.
Estaba bajo la responsabilidad del Área 112, a cargo del Regimiento de Infantería 3 «Grl. Belgrano» del Ejército Argentino, el cual dependía del I Cuerpo de Ejército a través de la X Brigada de Infantería Mecanizada «Tte. Grl. Nicolás Levalle».
El 15 de mayo de 2013 el Tribunal Oral en lo Federal Criminal N.º 1 de La Plata inició un juicio contra el comisario general Bruno Trevisán y el comisario mayor Jorge Rómulo Ferranti, jefe y subjefe de la Brigada de Investigaciones durante la dictadura. El 3 de junio del mismo año el Tribunal condenó a Trevisán a tres años de prisión y a Ferranti a cuatro años de prisión, por vejaciones y severidades contra tres personas en el centro de detención «el Infierno».
En 2016 fue desafectada de la Policía Bonaerense y transferido a la Municipalidad de Avellaneda que lo designó como sitio de la memoria.
La causa judicial en curso por delitos cometidos en el «Pozo de Banfield» y el «Pozo de Quilmes» fue unificada en 2020 con la causa del «Infierno».